# Наковальня (анатомия)
Накова́льня (лат. incus) — слуховая косточка среднего уха. Она находится между стремечком и молоточком. Впервые описана итальянским анатомом Алессандро Акиллини. Наковальня передаёт звуковые колебания от молоточка к стремечку. Эта кость есть только у млекопитающих. Она произошла от квадратной кости рептилий в процессе эволюционного развития слуховых косточек млекопитающих.

## Изображения

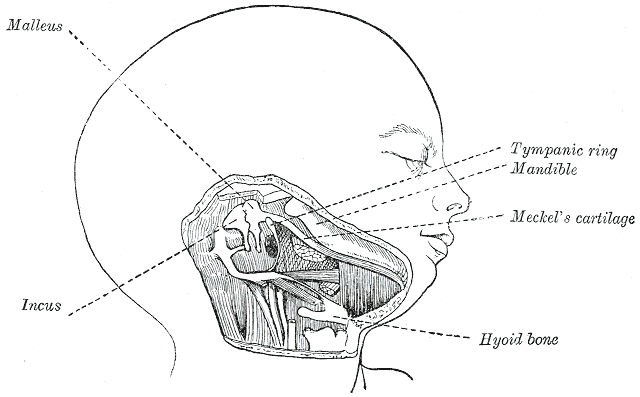
Голова и шея эмбриона человека.
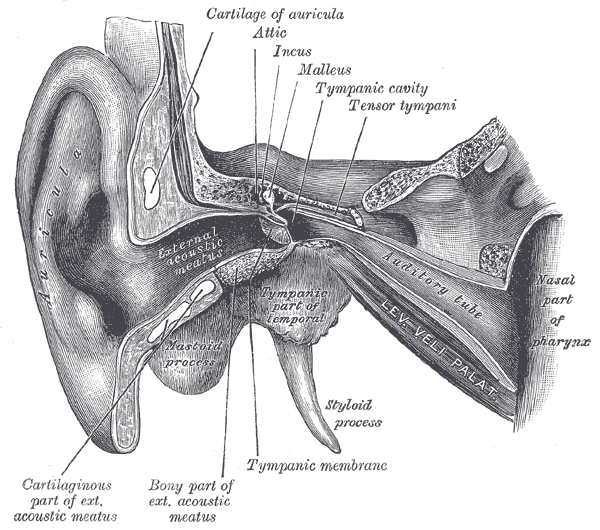
Наружное и среднее ухо.
Слуховые косточки